# ویلیام ویمست
ویلیام سی. ویمست (به انگلیسی: William C. Wimsatt)؛ (زاده ۲۷ مه ۱۹۴۱) استاد بازنشسته در گروه فلسفه، کمیته مطالعات مفهومی و تاریخی علم (که قبلاً مبانی مفهومی علم بود) و کمیته زیست‌شناسی تکاملی در دانشگاه شیکاگو است. او در حال حاضر استاد هنرهای لیبرال در دانشگاه مینه‌سوتا و عضو مرکز فلسفه علم مینه‌سوتا است. او در فلسفه زیست‌شناسی تخصص دارد، جایی که زمینه‌های مورد علاقه او شامل تقلیل‌گرایی، رهیافت آنی، برآمدگی، مدل‌سازی علمی، وراثت، و تکامل فرهنگی است.

## تحصیلات و شغل
ویمست در مقطع کارشناسی، فیزیک مهندسی را در دانشگاه کرنل آغاز کرد. او پس از یک سال کار به‌عنوان طراح صنعتی، با دریافت مدرک لیسانس در سال ۱۹۶۵ به فلسفه روی آورد او سپس به دانشگاه پیتسبرگ رفت و به تحصیل در رشته فلسفه علم پرداخت و در سال ۱۹۷۱ دکترای خود را دریافت کرد. پایان‌نامه او شامل تحلیل فلسفی عملکرد بیولوژیکی بود. او سه مقاله از پایان‌نامه خود منتشر کرد: «غایت‌شناسی و ساختار منطقی بیانیه‌های عملکرد»، «پیچیدگی و سازماندهی»، و «تقلیل‌گرایی، سطوح سازمان، و مشکل ذهن- بدن». از ژوئیه ۱۹۶۹ تا دسامبر ۱۹۷۰، در رشته زیست‌شناسی جمعیت با ریچارد لوونتین در دانشگاه شیکاگو در مقطع فوق دکترا بود و به دنبال آن، به‌عنوان استادیار فلسفه در سال ۱۹۷۱ استخدام شد و در سال ۱۹۸۱ به استادی کامل ارتقا یافت.
در سال ۲۰۰۷، ویمست به‌عنوان استاد فلسفه و زیست‌شناسی تکاملی انتخاب شد. او استاد برجسته مدعو در دانشگاه ایالتی اوهایو، استاد مدعو هرست در دانشگاه واشینگتن در سنت لوئیس، عضو مرکز مطالعات و کنفرانس بلاژیو بنیاد راکفلر در ایتالیا، عضو ارشد در دانشگاه واشینگتن، عضو مؤسسه تحقیقات تکامل و شناخت کنراد لورنز در وین، اتریش، استاد دانشگاه وینتون در دانشگاه مینه‌سوتا، و عضو مؤسسه علوم انسانی فرانک در شیکاگو بوده‌است. او همچنین عضو هیئت مشاوره علمی مؤسسه زمین است.
از شاگردان سابق او می‌توان به ویلیام بچتل، جیمز آر. گریزمر و ساهوترا سرکار اشاره کرد.
ویمست در سال ۲۰۱۳ جایزه دیوید هال را به‌دلیل مشارکت برجسته در فلسفه زیست‌شناسی و حمایت از دانشجویان در این حرفه توسط انجمن بین‌المللی فلسفه تاریخ و مطالعات اجتماعی زیست‌شناسی دریافت کرد.

## کار فلسفی
موضع فلسفی ویمست با دو مضمون شروع می‌شود: ما موجوداتی محدود هستیم و جهانی که سعی می‌کنیم بفهمیم پیچیده‌است. پس مشکل این است که چگونه می‌توان یک جهان‌بینی فلسفی بر اساس این دو موضوع ساخت. برای ویمست، استحکام (برای مثال، اعتقاد به این‌که یک سیب وجود دارد زیرا می‌توانیم آن را ببینیم، احساس کنیم، ببوییم، مزه‌اش کنیم، و وقتی آن را می‌خوریم، صدای ترد آن را بشنویم) برای دست‌رسی به آنچه در جهان وجود دارد، اساسی است. هر چه بیش‌تر بتوانیم چیزها را به روش‌های مختلف تشخیص دهیم، بیش‌تر تمایل داریم که وجود آن‌ها را باور کنیم. ارتباط نزدیک با استحکام، اکتشافاتی هستند که ما از آن‌ها برای تفکر در مورد جهان استفاده می‌کنیم و برای معرفت‌شناسی بنیادی هستند. آن‌ها قوانین سرانگشتی هستند که می‌توانند اشتباه یا مغرضانه باشند، اما زمانی که در مورد آنچه در جهان قوی است به‌کار می‌روند، کار می‌کنند. از نظر ویمست، پرسش‌های رئالیسم (یعنی آنچه وجود دارد) از مسائل معرفت‌شناسی (یعنی آنچه می‌توانیم بدانیم) و کشف آنچه وجود دارد، قابل تفکیک نیستند. این ممکن است دایره‌ای به نظر برسد، اما با تکامل است که ما راه‌های متعددی را برای تشخیص چیزها در جهان ایجاد کرده‌ایم.
ریچارد لوونتین، ریچارد لوینز، هربرت آ. سایمون، استوارت کافمن، و دونالد تی. کمبل، همگی تأثیرات مهمی بر کار ویمست دارند. برخی از مهم‌ترین مفسران نوشته‌های ویمست شاگردان وی هستند که بسیاری از آن‌ها اکنون به‌عنوان فیلسوف علم و دانشمند کار می‌کنند، مانند مارشال آبرامز، داگلاس آلچین، ایرنه آپلبام، ویلیام بچتل، استوارت گلنان، جیمز آر. گریزمر، جفری رمزی، ساهوترا سرکار، جفری شانک و مارتی سرنو.

## آثار برگزیده
- (۱۹۷۲). «غایت‌شناسی و ساختار منطقی گزاره‌های تابع». مطالعات تاریخ و فلسفه علم ۳: ۱–۸۰.
- (۱۹۸۰). «راهبردهای پژوهش تقلیل‌گرایانه و سوگیری‌های آن‌ها در واحدهای مناقشه انتخاب». در کشف: مطالعات علمی موردی، ویرایش. تی نیکلز، ص ۲۱۳–۲۵۹.
- (۱۹۸۱). «واحدهای انتخاب و ساختار ژنوم چند سطحی». PSA ۱۹۸۰: ۱۲۲-۱۸۳.
- (۱۹۸۶). «محدودیت‌های توسعه، ریشه‌سازی مولد، و تمایز اکتسابی ذاتی». در ادغام رشته‌های علمی، ویرایش. دبلیو. بچل، صص. ۱۸۵-۲۰۸.
- (۱۹۹۷). «سازمان کارکردی، قیاس کارکردی و استنتاج کارکردی». تکامل و شناخت ۳: ۲–۳۲.
- (۱۹۹۹). «ژن‌ها، میم‌ها و وراثت فرهنگی». زیست‌شناسی و فلسفه ۱۴: ۲۷۹–۳۱۰
- (۲۰۰۷). مهندسی مجدد فلسفه برای موجودات محدود: تقریب‌های جزئی به واقعیت. کمبریج: انتشارات دانشگاه هاروارد.